# Намёт мозжечка

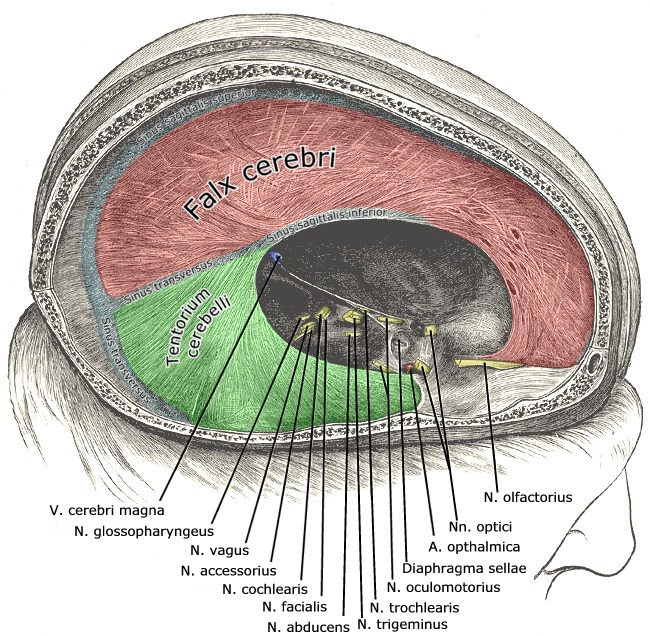
Твёрдая мозговая оболочка и её отростки. Намёт мозжечка показан зелёным

Намёт мозжечка́ (палатка мозжечка, лат. Tentorium cerebelli) — листок твёрдой мозговой оболочки, расположенный между верхним краем пирамиды височной кости и поперечным синусом. Поддерживает затылочные доли полушарий большого мозга, отделяет их от долей мозжечка.
Сверху посередине соединяется с серпом мозга, снизу переходит в серп мозжечка.
Наружный край (большая окружность) крепится вдоль поперечной борозды затылочной кости, заднего края пирамиды височной и крепится к задним наклонённым отросткам тела клиновидной кости, образуя в этом месте связку Грубера.
Малая окружность свободна, огибает подкорковые структуры и срастается спереди с передними наклонёнными отростками тела клиновидной кости.
В середине намёта в месте соединения с серпом мозга залегает прямой синус (sinus rectus).